# League of Ireland First Division 2022
Die League of Ireland First Division 2022 (offiziell: SSE Airtricity League First Division nach dem Ligasponsor Airtricity) war die 38. Spielzeit der zweithöchsten irischen Fußballliga. Die Saison begann am 18. Februar 2022 und endete mit den Relegationsspielen im November 2022.

## Modus
Die neun Mannschaften spielten jeweils viermal an 32 Spieltagen gegeneinander um die Meisterschaft. Das Team auf dem ersten Platz stieg direkt in die 1. Liga auf. Die Teams auf den Plätzen 2–5 spielten eine Relegation um den Aufstieg gegen den 9. der 1. Liga. Es gab keinen sportlichen Absteiger.

## Vereine
| Verein         | Stadt     | Stadion                          | Kapazität |
| -------------- | --------- | -------------------------------- | --------- |
| Athlone Town   | Athlone   | Athlone Town Stadium             | 5.000     |
| Bray Wanderers | Bray      | Carlisle Grounds                 | 4.000     |
| Cobh Ramblers  | Cobh      | St. Colman’s Park                | 4.000     |
| Cork City      | Cork      | Turners Cross                    | 7.485     |
| Galway United  | Galway    | Eamonn Deacy Park                | 5.000     |
| Longford Town  | Longford  | Bishopsgate                      | 5.000     |
| Treaty United  | Limerick  | Markets Field                    | 5.000     |
| Waterford FC   | Waterford | Waterford Regional Sports Centre | 5.160     |
| Wexford FC     | Wexford   | Ferrycarrig Park                 | 2.500     |

## Abschlusstabelle
| Pl. | Verein           | Sp. | S  | U  | N  | Tore    | Diff. | Punkte |
| --- | ---------------- | --- | -- | -- | -- | ------- | ----- | ------ |
| 1.  | Cork City        | 32  | 20 | 8  | 4  | 063:220 | +41   | 68     |
| 2.  | Waterford FC (A) | 32  | 20 | 4  | 8  | 070:340 | +36   | 64     |
| 3.  | Galway United    | 32  | 17 | 9  | 6  | 056:300 | +26   | 60     |
| 4.  | Longford Town    | 32  | 14 | 10 | 8  | 049:410 | +8    | 52     |
| 5.  | Treaty United    | 32  | 11 | 11 | 10 | 037:430 | −6    | 44     |
| 6.  | Wexford FC       | 32  | 10 | 11 | 11 | 045:470 | −2    | 41     |
| 7.  | Bray Wanderers   | 32  | 6  | 9  | 17 | 030:620 | −32   | 27     |
| 8.  | Athlone Town     | 32  | 7  | 3  | 22 | 044:750 | −31   | 24     |
| 9.  | Cobh Ramblers    | 32  | 4  | 5  | 23 | 037:780 | −41   | 17     |

Platzierungskriterien: 1. Punkte – 2. Tordifferenz – 3. geschossene Tore

| (A) | Absteiger aus der League of Ireland 2022 |

## Relegation
Der Gewinner spielte gegen den 9. der Premier Division um den Aufstieg.

### Runde 1
Die Spiele fanden am 26. und 29. Oktober 2022 statt.
|                   | Gesamt |                   | Hinspiel | Rückspiel |
| ----------------- | ------ | ----------------- | -------- | --------- |
| Waterford FC (2)  | 7:4    | Treaty United (5) | 4:1      | 3:3       |
| Galway United (3) | 5:2    | Longford Town (4) | 2:2      | 3:0       |

### Runde 2
Das Spiel fand am 4. November 2022 statt.
|                  | Ergebnis |                   |
| ---------------- | -------- | ----------------- |
| Waterford FC (2) | 3:0      | Galway United (3) |

### Finale
Das Spiel fand am 11. November 2022 im Richmond Park in Dublin statt.
|           | Ergebnis |              |
| --------- | -------- | ------------ |
| UC Dublin | 1:0      | Waterford FC |

Beide Vereine blieben in ihren jeweiligen Ligen.